# Magdaléna
Magdaléna (také Magdalena, domácky Magda) je ženské křestní jméno. Podle českého kalendáře má svátek 22. července.
Souvisí s městem Magdala (nyní Migdal v Izraeli). V hebrejštině magdala znamená „věž“. Význam jména je „pocházející z Magdaly“, viz Marie Magdalena.

## Statistické údaje

### Pro jméno Magdaléna
Následující tabulka uvádí četnost jména v ČR a pořadí mezi ženskými jmény ve srovnání dvou roků, pro které jsou dostupné údaje MV ČR – lze z ní tedy vysledovat trend v užívání tohoto jména:
| Rok       | Četnost    | Pořadí   |
| 1999      | 4807       | 116.     |
| 2002      | 5017       | 114.     |
| Porovnání | o 210 více | o 2 lépe |

Změna procentního zastoupení tohoto jména mezi žijícími ženami v ČR (tj. procentní změna se započítáním celkového úbytku žen v ČR za sledované tři roky) je +5,2 %, což svědčí o poměrně strmém nárůstu obliby tohoto jména.

### Pro jméno Magdalena
| Rok       | Četnost   | Pořadí   |
| 1999      | 9762      | 86.      |
| 2002      | 9729      | 87.      |
| Porovnání | o 33 méně | o 1 hůře |

Změna procentního zastoupení tohoto jména mezi žijícími ženami v ČR (tj. procentní změna se započítáním celkového úbytku žen v ČR za sledované tři roky) je +0,5 %.

### Pro jméno Magda
| Rok       | Četnost   | Pořadí   |
| 1999      | 5480      | 107.     |
| 2002      | 5491      | 109.     |
| Porovnání | o 11 více | o 2 hůře |

Změna procentního zastoupení tohoto jména mezi žijícími ženami v ČR (tj. procentní změna se započítáním celkového úbytku žen v ČR za sledované tři roky) je +1,0 %.

## Domácké podoby
Od jména existuje mnoho podob, zde je uvedeno jen několik příkladů pro ilustraci: Magda, Magdalenka, Magi, Majdalenka, Maja, Mája, Majda, Madla, Madlenka, Magdička, Magduška, Magdina, Madlalenka, Magdinka, Magdulka, Magdinička, Majdinka

## Známé nositelky jména
- Madeleine Albright – ministryně zahraničních věcí v USA českého původu
- Marlene Dietrichová – německo-americká herečka a zpěvačka
- Magdalena Jetelová – česká výtvarnice
- Marlène Jobert – francouzská herečka, zpěvačka, výtvarnice a autorka knih pro děti
- Magdalena Kožená – česká operní pěvkyně (mezzosoprán)
- Magdalena Křížková - česká zpěvačka a herečka z divadla Semafor
- Magdalena Neunerová – německá biatlonistka
- Magda Reifová – česká herečka a moderátorka
- Magdalena Dobromila Rettigová – česká spisovatelka
- Magda Vášáryová – slovenská herečka, překladatelka, politička a diplomatka

## Jiné Magdaleny
- pradlenka Madlenka z televizní pohádky O štěstí a kráse
- Magda Procházková ze seriálu Ulice
- Madla Satranová z filmu Madla zpívá Evropě